# Фифина ранг-листа
|                                                |            |                  |         |
| 20 најбољих репрезентација на дан 19. 12. 2024 |            |                  |         |
| Позиција                                       | Промена    | Тим              | Бодови  |
| 1                                              | Стагнација | Аргентина        | 1867.25 |
| 2                                              | Стагнација | Француска        | 1859.78 |
| 3                                              | Стагнација | Шпанија          | 1853.27 |
| 4                                              | Стагнација | Енглеска         | 1813.81 |
| 5                                              | Стагнација | Бразил           | 1775.85 |
| 6                                              | Стагнација | Португалија      | 1756.12 |
| 7                                              | Стагнација | Холандија        | 1747.55 |
| 8                                              | 9          | Белгија          | 1740.62 |
| 9                                              | Стагнација | Италија          | 1731.51 |
| 10                                             | Стагнација | Немачка          | 1703.79 |
| 11                                             | Стагнација | Уругвај          | 1695.91 |
| 12                                             | Стагнација | Колумбија        | 1694.44 |
| 13                                             | Стагнација | Хрватска         | 1691.59 |
| 14                                             | Стагнација | Мароко           | 1688.18 |
| 15                                             | Стагнација | Јапан            | 1652.79 |
| 16                                             | Стагнација | Сједињене Државе | 1645.48 |
| 17                                             | Стагнација | Сенегал          | 1637.25 |
| 18                                             | Стагнација | Иран             | 1635.31 |
| 19                                             | Стагнација | Мексико          | 1627.4  |
| 20                                             | Стагнација | Швајцарска       | 1625.16 |
|                                                |            |                  |         |
| Комплетна ранг листа на fifa.com               |            |                  |         |

Фифина ранг-листа је поредак мушких фудбалских репрезентација на основу освојених бодова у текућој години. Тренутно на првом мјесту је репрезентација Белгије, док је репрезентација Србије тренутно на 23. месту. Репрезентације чланице ФИФЕ, владајућег тијела у фудбалу, рангиране су на основу остварених резултата, најуспјешнија репрезентација заузима прво мјесто. Ранг листа је уведена у децембру 1992. и осам тимова је држало прво мјесто: Аргентина, Белгија, Бразил, Француска, Њемачка, Италија, Холандија и Шпанија. Бразил је провео највише времена на првом мјесту.
Користи се систем бодовања, поени се додјељују на основу резултата на свим међународним утакмицама које ФИФА признаје. Ранг листа је базирана на учинку тимова током последње четири године, док скорашњи резултати и значајне утакмице у великој мјери рефлектују тренутно стање тима.
Систем је промијењен након Свјетског првенства 2006, док је прво издање новог правила ранг листе издато 12. јула 2006. Најзначајнија промјена је што се сада ранг листа базира на оствареним резултатима у последње четири године, умјесто у последњих осам, како је било до 2006. Систем је промијењен након критика да претходни не одражава потпуну снагу репрезентације.
Користи се и алтернативни систем, ЕЛО ранкинг, базиран на ЕЛО систему, који се користи у шаху и ГО, игри на табли.
У септембру 2017, ФИФА је објавила да разматра ранкинг систем и да ће након квалификација за Свјетско првенство 2018, одлучити о евентуалним промјенама.

## Историја
У децембру 1992, ФИФА је објавила ранг листу својих чланица, да обезбиједи основу за поређење снаге тих тимова. Од августа наредне године, листа је често ажурирана и објављивана већину мјесеци. Значајне измјене уведене су у јануару 1999, а затим поново у јулу 2006, као реакција на критике дотадашњег система.

### 1993–1998: Метод рачунања
Следеће утакмице су рачунате за ранг листу:
- пријатељске утакмице,

- квалификационе и утакмице у завршници Свјетског првенства и

- квалификационе и утакмице у завршници континенталних првенстава.[6]

Утакмице које нису рачунате за ранг листу:
- утакмице младих селекција (у17, у20, у23, олимпијских итд),

- утакмице женских репрезентација и

- затворене утакмице.[6]

Као фактор балансирања неколико околности је разматрано при додјели поена:
- Поени за побједу, реми или пораз;
- Поени за постигнуте или примљене голове;
- Бонус поени за мечеве у гостима;
- Важност утакмице и
- Регионална снага репрезентације.[6]

Коначни резултат:
Умјесто само бодова 2-1-0 за побједу, реми и пораз, фактор снаге тимова који играју је укључен. На примјер, репрезентација А је једна од најбољих на свијету, Б је прилично добра, Ц је на слабијем нивоу, док је Д једна од најслабијих:
У табели је приказан број бодова који се додјељује након утакмице најјаче репрезентације са најслабијом:
|                          | А добија/губи поена | Д добија/губи поена |
| Побједа репрезентације А | 1                   | 1                   |
| Неријешено               | 0                   | 2                   |
| Побједа репрезентације Д | -1                  | 3                   |

Бодовање је другачије када се састају тимови сличног квалитета:
|                          | Б добија/губи поена | Ц добија/губи поена |
| Побједа репрезентације Б | 1.9                 | 0.1                 |
| Неријешено               | 0.9                 | 1.1                 |
| Побједа репрезентације Ц | -0.1                | 2.1                 |

Код утакмица репрезентација исте снаге, побједник добија 2 поена, док у случају ремија обје репрезентације добијају по поен.
Дати и примљени голови:
Други дио представља постигнуте и примљене голове. Што је јачи тим против којег се постигне гол, добија се више бодова; док се више бодова губи за примљене голове од слабије репрезентације.

Побједе у гостима:
Трећи дио су бонус бодови за побједу у гостима, за коју се добија додатних 0.3 поена. Ако се игра на неутралном терену, не додјељују се бонус бодови.

Важност утакмице:
Четврти дио за додјелу бодова представља важност утакмице:
- Пријатељске - x1.00
- Квалификације за континентална првенства - x1.10
- Квалификације за Свјетско првенство - x1.25
- Завршница континенталних првенстава - x1.25
- Завршница Свјетског првенства - x1.50

Конфедерација:
Пети дио је конфедерација. Свака конфедерација има свој коефицијент, који се множи са бројем поена освојеним на основу претходних фактора.
- Европа и Јужна Америка - x 1.00
- Африка и Централна и Средња Америка - x 0.90
- Азија и Океанија - x 0.80